# Avrig
Avrig (en allemand: Freck, en hongrois: Felek) est une ville du județ de Sibiu située sur les rives de la rivière Olt.
Les premiers documents attestant l'existence de la ville remonte à 1346.
La ville est située près des Monts Făgăraș, à environ 26 km (16 mi) de Sibiu sur la route de Brașov.
La ville administre quatre villages (entre parenthèses en allemand et en hongrois) : Bradu (Gierelsau ; Fenyőfalva), Glâmboaca (Hühnerbach ; Glimboka), Marsa et Săcădate (Sekadaten ; Oltszakadát).
La ville d'Avrig possède le Palais d'été Brukenthal construite en 1771, une résidence d'été baroque du baron Samuel von Brukenthal, gouverneur de la Transylvanie.

## Démographie
Lors du recensement de 2011, 89,79 % de la population se déclarent roumains, 2,05 % comme hongrois, 1,4 % comme roms (6,16 % ne déclarent pas d'appartenance ethnique et 0,58 % déclarent appartenir à une autre ethnie).

## Politique
| Parti | Parti                                               | Sièges |
| ----- | --------------------------------------------------- | ------ |
|       | Parti national libéral (PNL)                        | 6      |
|       | Parti social-démocrate (PSD)                        | 4      |
|       | Forum démocratique des Allemands de Roumanie (FDGR) | 3      |
|       | Parti Mouvement populaire (PMP)                     | 3      |
|       | Indépendant                                         | 1      |